# Augusto, Duque de Saxe-Gota-Altemburgo
Augusto, Duque de Saxe-Gota-Altemburgo (nome completo: Emílio Leopoldo Augusto) (23 de Novembro de 1772 — 17 de Maio de 1822), foi um duque de Saxe-Gota-Altemburgo, e autor de um dos primeiros romances modernos que abordou o amor entre pessoas do mesmo sexo.  Era avô materno do príncipe Alberto, consorte da rainha Vitória.

## Primeiros anos
Augusto nasceu a 23 de Novembro de 1772 em Gota, sendo o segundo filho de Ernesto II, Duque de Saxe-Gota-Altemburgo e da princesa Carlota de Saxe-Meiningen. Em 1779, quando o seu irmão mais velho morreu, o seu pai nomeou-o herdeiro do ducado de Saxe-Coburgo-Gota. O príncipe recebeu uma excelente educação durante a sua juventude e o ambiente onde cresceu, que simpatizava com os jacobinos, transmitiu-lhe ideias de liberdade, igualdade e fraternidade.

## Reinado
Augusto era já um apoiante de Napoleão Bonaparte quando sucedeu ao seu pai em 1804, o que se tornou numa vantagem durante as invasões Napoleónicas Saxe-Gota-Altemburgo juntou-se à Confederação do Reno em 1806. Quando o exército francês invadiu o seu ducado nesse mesmo ano, Augusto permaneceu em Gota, evitando assim uma possível escalada da violência. Também se revoltou contra a prisão do jornalista Rudolph Zacharias Becker e convenceu o comandante militar a libertá-lo rapidamente.
Napoleão Bonaparte, que começava sempre as cartas que dirigia a Augusto com as palavras mon cousin e as terminava com votre cousin, visitou o duque várias vezes em Gota, para lhe mostrar o seu agradecimento, mas nunca passou a noite no Palácio de Friedenstein. Sabe-se que Napoleão fez as seguintes visitas a Gota (algumas delas bastante curtas):
- 23 de Julho de 1807 (recepção no Palácio e almoço com o duque e a duquesa)
- 27 de Setembro de 1808 (a caminho do Congresso de Erfurt, encontro com o duque e jantar no Palácio)
- 14 de Outubro de 1808 (regresso do Congresso de Erfurt, paragem no Palácio de Friedrichsthal e breve encontro com Augusto)
- 15 de Dezembro de 1812 (a caminho da Rússia, não se encontrou com Augusto)
- 25 de Outubro de 1813 (na viagem de regresso da Rússia, passou a noite na estalagem Zum Mohren, não se encontrou com Augusto).

Augusto por Joseph Grassi.

Entre 1811 de 1813, o duque comemorou o aniversário de Napoleão a 15 de Agosto com uma recepção de gala no Palácio de Friedenstein. Em 1807, obteve um dos tricórnios de Napoleão a partir do seu criado Louis Constant Wairy, que, até hoje, se encontra em exposição em Friedenstein. Quando Napoleão o visitou a 23 de Julho de 1807, Augusto ofereceu-lhe uma extravagante carruagem negra, que Napoleão se recusou a utilizar por o fazer lembrar a morte. A admiração de Augusto por Napoleão atingiu o seu ponto alto quando mandou construir um quarto para ele no Palácio de Friedenstein em estilo imperial, e que o duque desenhou pessoalmente — este quarto continua a ser um dos pontos altos do museu até hoje. O tecto do quarto tem um céu estrelado e a lua, enquanto que o sol mostra o rosto de Napoleão e a lua o de Augusto.
Augusto era um conhecido mecenas e coleccionar de arte, mas não gostava de caçar nem de andar a cavalo. Carl Maria von Weber (cujas dívidas foram pagas pelo duque) dedicou-lhe o seu segundo concerto de piano como gesto de gratidão. Augusto era também considerado excêntrico, com a tendência de chocar e provocar as aparências. Johann Wolfgang von Goethe descreveu-o como "agradável e desagradável ao mesmo tempo" e referiu: "não me posso queixar dele, mas aceitar um convite para comer à sua mesa era sempre uma questão de nervos, uma vez que ninguém podia prever qual dos convidados de honra seria desrespeitado e tratado sem misericórdia por ele". O duque era também conhecido pelo seu travestismo: gostava de aparecer na corte vestido de mulher e chocar as pessoas que o rodeavam. A conhecida pintora Caroline Louise Seidler, que se encontrava em Gota no inverno de 1811 para pintar um retrato da família do duque, descreveu-o como "a pessoa mais original do seu tempo," com uma aparência "um tanto feminina". Augusto gostava de dançar, de vestir meias de seda e aparecer vestido de mulher. Entre os seus amigos, gostava de ser tratado por "Emilie". Existem referências à sua possível homossexualidade nos seus trabalhos literários. Em 1805, publicou o romance poético Um Ano em Arcádia (Ein Jahr in Arkadien: Kyllenion). Trata-se de uma obra pastoral idílica que se desenrola na Grécia e na qual vários casais se apaixonam, ultrapassam vários obstáculos e vivem felizes para sempre. A característica que mais se destaca neste trabalho é o facto de um dos casais ser homossexual e a sua relação ser retratada da mesma forma que a dos restantes casais. É provavelmente a primeira história de amor entre pessoas do mesmo sexo a ser retratada desta forma. Um homem de grande cultura, Augusto também trocava correspondência com Jean Paul, Madame de Stäel e Bettina von Arnim.
Após a derrota de Napoleão em Waterloo, e do Congresso de Viena, Augusto tornou-se uma persona non grata na aristocracia e nos círculos diplomáticos, tornando-se também impopular com o público mais virado para o nacionalismo. Morreu a 17 de Maio de 1822 em Gota. As circunstância da sua morte súbita após um breve período de doença ainda não foram completamente esclarecidas.
Sucedido pelo seu irmão Frederico como duque, Augusto foi sepultado numa ilha no lago do Schlosspark num jazigo decorado propositadamente para ele, e onde a sua segunda esposa, Carolina Amália também foi sepultada em 1848. Tal como as outras campas da família do duque, o seu jazigo não se encontra assinalado com nenhum monumento. A simples pedra oval com uma rosa ficou irreconhecível há várias décadas e, actualmente, não é possível dizer ao certo onde o casal se encontra sepultado.

## Histórias
"No Congresso de Erfurt em 1808, Napoleão sentou-se em frente do duque durante o jantar e, uma vez que este não estava a comer quase nada, Napoleão perguntou-lhe porque não comia, ao que o duque respondeu galantemente: 'estou a alimentar-me dos raios de sol que estão a irradiar sobre mim.' Quando Napoleão de perguntou qual era o tamanho do país dele, Augusto respondeu: 'Sire, é do tamanho das ordens de Sua Majestade."

A caminho do Congresso de Erfurt em 1808, Napoleão fez uma paragem em Friedenstein. Durante uma conversa com o duque Augusto, o imperador pediu uma chávena de chocolate quente. Foi o próprio duque que lhe levou a chávena, dizendo que esta tinha sido feita na sua fábrica de porcelanas. Napoleão perguntou se podia ficar com a chávena como recordação, mas o duque recusou. Quando Napoleão perguntou o motivo da recusa, Augusto respondeu que preferia oferecer-lhe o seu ducado, uma vez que o grande Napoleão tinha bebido daquela chávena e ele, Augusto, iria guardá-la como uma velha relíquia. Napoleão mostrou-se lisonjeado. 

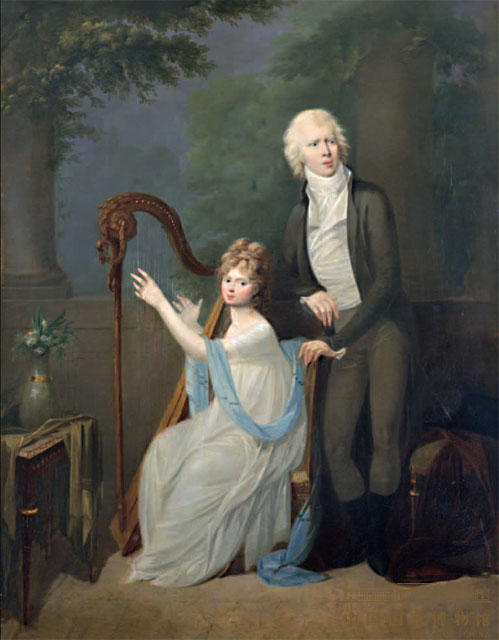
Augusto com a sua primeira esposa.

## Casamentos e descendência
A 21 de Outubro de 1797, Augusto casou-se em Ludwigslust com a princesa Luísa Carlota de Mecklemburgo-Schwerin. Juntos, tiveram uma filha:
1. Luísa Doroteia Paulina Carlota Frederica Augusta (21 de Dezembro de 1800 – 30 de Agosto de 1831). Casada a 31 de Julho de 1817 com Ernesto I, Duque de Saxe-Coburgo, de quem se divorciou em 1826; a 18 de Outubro de 1826 casou-se com Alexander von Hanstein, que recebeu o título de conde de Pölzig. Luísa era mãe de Alberto de Saxe-Coburgo-Gota, marido da rainha Vitória, e, através dele, Augusto é antepassado de todos os monarcas britânicos a partir de Eduardo VII, assim como de várias casas reais de toda a Europa.

A duquesa Luísa Carlota morreu a 4 de Janeiro de 1801, duas semanas depois de dar à luz Luísa. Quinze meses depois, a 24 de Abril de 1802, Augusto casou-se em Cassel com a princesa Carolina Amália de Hesse-Cassel. Não tiveram filhos, e separaram-se pouco tempo depois, devido ao facto de "os seus pontos de vista sobre a vida serem completamente diferentes". As aparições dos dois em público tornaram-se cada vez mais raras a partir de 1810 e, a partir de 1813, Carolina deixou de viver no Palácio de Friedenstein com Augusto, passando a residir no Schloss Friedrichsthal.

## Genealogia
| Augusto, Duque de Saxe-Gota-Altemburgo | Pai: Ernesto II, Duque de Saxe-Gota-Altemburgo | Avô paterno: Frederico III, Duque de Saxe-Gota-Altemburgo | Bisavô paterno: Frederico II, Duque de Saxe-Gota-Altemburgo        |
| Augusto, Duque de Saxe-Gota-Altemburgo | Pai: Ernesto II, Duque de Saxe-Gota-Altemburgo | Avô paterno: Frederico III, Duque de Saxe-Gota-Altemburgo | Bisavó paterna: Madalena Augusta de Anhalt-Zerbst                  |
| Augusto, Duque de Saxe-Gota-Altemburgo | Pai: Ernesto II, Duque de Saxe-Gota-Altemburgo | Avó paterna: Luísa Doroteia de Saxe-Meiningen             | Bisavô paterno: Ernesto Luís I, Duque de Saxe-Meiningen            |
| Augusto, Duque de Saxe-Gota-Altemburgo | Pai: Ernesto II, Duque de Saxe-Gota-Altemburgo | Avó paterna: Luísa Doroteia de Saxe-Meiningen             | Bisavó paterna: Doroteia Maria de Saxe-Gota-Altemburgo (1674–1713) |
| Augusto, Duque de Saxe-Gota-Altemburgo | Mãe: Carlota de Saxe-Meiningen                 | Avô materno: António Ulrico, Duque de Saxe-Meiningen      | Bisavô materno: Bernardo I, Duque de Saxe-Meiningen                |
| Augusto, Duque de Saxe-Gota-Altemburgo | Mãe: Carlota de Saxe-Meiningen                 | Avô materno: António Ulrico, Duque de Saxe-Meiningen      | Bisavó materna: Isabel Leonor de Brunsvique-Volfembutel            |
| Augusto, Duque de Saxe-Gota-Altemburgo | Mãe: Carlota de Saxe-Meiningen                 | Avó materna: Carlota Amália de Hesse-Philippsthal         | Bisavô materno: Carlos I, Conde de Hesse-Philippsthal              |
| Augusto, Duque de Saxe-Gota-Altemburgo | Mãe: Carlota de Saxe-Meiningen                 | Avó materna: Carlota Amália de Hesse-Philippsthal         | Bisavó materna: Carolina Cristina de Saxe-Eisenach                 |

## Leitura complementar
- August, Herzog von Sachsen-Gotha, Kyllenion  Ein Jahr in Arkadien (1805; reprint Berlin 1985 with biographic info.)
- Warrack, John. «Travels: 1811-1813». Carl Maria Von Weber. [S.l.: s.n.] ISBN 0-521-29121-6

- Martin, Theodore (1875). «Appendix A». The Life of His Royal Highness the Prince Consort. [S.l.: s.n.]